# Blera
Blera (лат.) — род двукрылых из семейства журчалок.

## Описание
Мухи от 7 до 15 мм. Глаза без волосков. У самцов глаза обычно соприкасаются. Исключение составляют виды Blera umbratilis и Blera yudini. Лицо самцов с хорошо заметным бугорком, у некоторых видов лицо почти ровное. Грудь и брюшко в длинных волосках.

## Биология
Особенности образа жизни личинок слабо изучены. Развиваются под корой хвойных, в дуплах дуба или гниющих пнях. Имаго встречаются в лесных местообитаниях, на опушках и вдоль дорог, питаются нектаром цветков различных растений, преимущественно из семейства розоцветных.

## Систематика
В состав рода включают следующие виды:
- Blera analis (Macquart, 1842)
- Blera armillata (Osten Sacken, 1875)
- Blera badia (Walker, 1849)
- Blera chillcotti Thompson, 2012
- Blera confusa Johnson, 1913
- Blera eoa (Stackelberg, 1928)
- Blera fallax (Linnaeus, 1758)
- Blera flukei (Curran, 1953)
- Blera garretti (Curran, 1924)
- Blera himalaya Thompson, 2000
- Blera humeralis (Williston, 1882)
- Blera japonica (Shiraki, 1930)
- Blera lonigseta Barkalov, 2011
- Blera metcalfi (Curran, 1925)
- †Blera miocenica Hadrava et al., 2019[5]
- Blera nigra (Williston, 1887)
- Blera nigrescens Shiraki, 1968
- Blera nigripes (Curran, 1925)
- Blera nitens (Stackelberg, 1923)
- Blera notata (Wiedemann, 1830)
- Blera ochrozona (Stackelberg, 1928)
- Blera pictipes (Bigot, 1884)
- Blera robusta (Curran, 1922)
- Blera scitula (Williston, 1882)
- Blera shirakii Barkalov & Mutin, 1991
- Blera umbratilis (Williston, 1887)
- Blera violovitshi Mutin, 1991
- Blera yudini Barkalov, 1991

## Палеонтология
В ископаемом состоянии известны из отложений раннего миоцена в Чехии.

## Распространение
Представители рода встречаются преимущественно в Голарктике. Два вида (Blera chillcotti и Blera himalaya) известны из Ориентальной области. Центрами видового разнообразия являются Дальний Восток России и запад США и Канады, включая район Великих озёр.